# Brice Michel
Brice Michel, né le 18 septembre 1822 à Huanne-Montmartin (Doubs) et mort le 16 mai 1889 à Besançon est un architecte paysagiste franc-comtois, spécialisé dans le jardin à l'anglaise.

## Réalisations ou collaborations

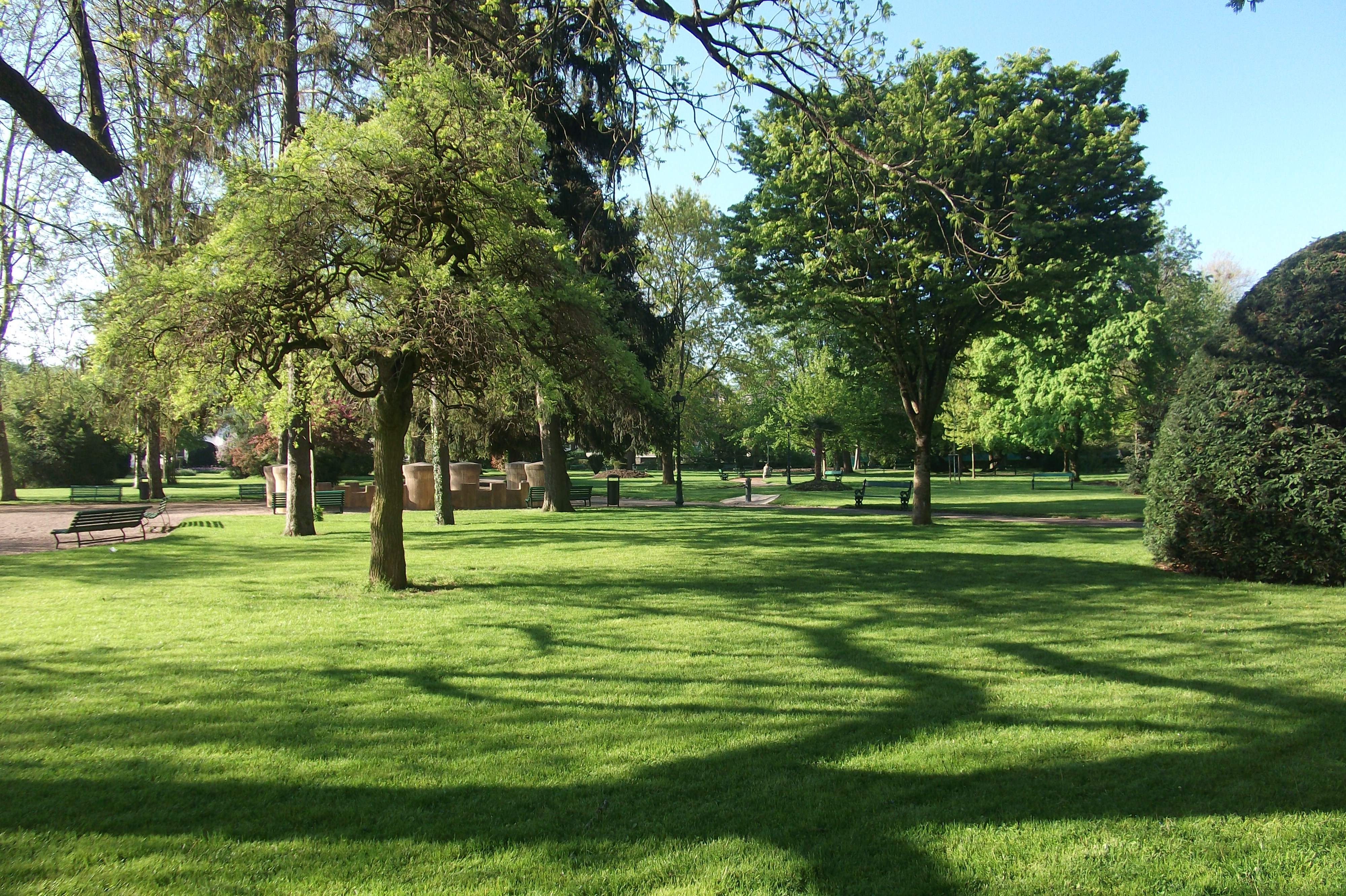
Jardin anglais de Vesoul

- Le parc du château de Chevigney-sur-l'Ognon, vers 1856
- La Promenade Granvelle à Besançon, vers 1860
- Le « Jardin anglais » de Vesoul, en 1863
- Le Square Castan à Besançon, vers 1870
- Le Cours Saint-Mauris à Dole, vers 1876
- Le parc du château de Cléron
- Le parc du château de Montmirey-la-ville
- Le parc du château de Bournel à Cubry
- Le parc du château de Vaux-sur-Poligny, vers 1885
- Le parc du château de Vuillafans, ancien Prieuré des capucins vers 1876